# Полет 6-103 на „Американ Еърлайнс“
Полет 6-103 на „Американ Еърлайнс“ е вътрешен пътнически полет от Ню Йорк до Сан Диего, с междинни кацания в Нашвил, Далас, Ел Пасо и Тусон, Съединените американски щати, управляван от „Американ Еърлайнс“. На 3 март 1946 г. самолетът „Дъглас DC-3“, който изпълнява полета, се разбива в склон на планина в Калифорния, по време на последния си етап от маршрута от Ел Пасо до Сан Диего. В катастрофата загиват всички 24 пътници и 3 членове на екипажа на борда на машината. По това време катастрофата е най-смъртоносната катастрофа на американски самолет.
Според Съвета по гражданска аеронавтика, който разследва инцидента, „вероятната причина е действието на пилота при спускане или разрешаване на спускане в условия на прибори до надморска височина под тази, необходима за поддържане на разстоянието. Причината за спускането не е установена“.
След катастрофата телата са извадени, а останките разчистени, но точното място на катастрофата не е документирано, и то остава неизвестно. След търсене в продължение на десетилетия от множество хора, мястото на инцидента е намерено през 2015 г. Открити са само малки парчета от останките, включително антена от горната част на самолета, която може да е причина за инцидента. Повторното откриване довежда до планове за извършване на обиколки до мястото на катастрофата за роднини на хората, които умират в нея.